# مراتب الصوفية
المراتب الصوفية : يقوم التصوف على تزكية النفس وتنقيتها من الصفات الخبيثة وتحليتها بالصفات الحسنة وكلما جاهد المتصوف نفسه وعمل على تزكيتها أكثر كلما ترقى في رتبة من مراتب التصوف فمراتب التصوف هي مراتب التزكية عملا بقوله تعالى (قد أفلح من زكاها وقد خاب من دساها) فهذا ما يفعله المتصوفة فالتصوف الصحيح مبني على الكتاب والسنة وهو جوهر التدين، ولا توجد فرقة تعرضت للتشويه والافتراء والكذب من طرف فرقة الوهابية أصحاب عقيدة طائفة الحشوية المجسمة المشبهة مثل الصوفية فقد افتروا عليهم افتراءات عظيمة قبحهم الله

## تاريخ التراتبية الصوفية
أول من فصل التراتبية الصوفية كان أبو بكر الكتاني في القرن الرابع الهجري (العاشر ميلادي) وحدد التراتبية بالألقاب والدرجات وهي: النقباء والنجباء والبدلاء والأخيار والعمد والغوث والسياحون. ثم فصلها أبو طالب المكي في أواخر القرن الرابع الهجري إلى: القطب، الأوتاد والأبدال. وربط الأسماء بمعانيها إذ قال «القطب اليوم الذي هو إمام الأثافي الثلاثة والأوتاد السبعة والأبدال الأربعين والسبعين إلى ثلاث مائة كلهم في ميزانه وإيمان جميعهم كإيمانه، إنما هو بدلٌ من أبي بكر رضي الله تعالى عنه، والأثافي الثلاثة بعده إنما هم أبدال الثلاثة الخلفاء بعده، والسبعة هم أبدال السبعة إلى العشرة، ثم الأبدال الثلاث مائة وثلاثة عشر إنما هم أبدال البدريين من الأنصار والمهاجرين» ووضع الجويري تفصيلات جديدة هي: «الأخيار وهم أهل العقد والحل، الأبدال والأبرار والأوتاد ثم النقباء والقطب والغوث». وفي القرن السابع الهجري، قام محي الدين بن عربي، الذي يعتبر فيلسوف وشيخ الصوفية، بوضع الأسس الثابتة والتفصيل الوافي الذي أسس لمرجعية هيكيلة المجتمع التصوفي. فوضع نظاما للأولياء ورجال الغيب، ورتبهم في مراتب ودرجات موصوفة ووضع لكل مرتبة نظامها وعلومها وصفاتها ووظائفها وعدد شاغليها. وبعد ابن عربي، طور الصوفيين التراتبية لتتماشى مع مباديء طريقتهم وبيئتهم.

## تراتبية ابن عربي
قسم ابن عربي طبقات المتصوفين إلى ست طبقات:
- القطب: أو الغوث هو أعلى مرتبة يصل إليها الصوفي وهو من ملك الطلسم الذي يشرح الكون.[7] وهناك قطب في كل زمان. وعدَّ ابن عربي خمسة وعشرين قطبا من آدم وحتى نبي الإسلام عليهم الصلاة والسلام.[8] ومن خصائص القطب أنه اكتشف الذات الإلهية وله علم بصفات الله ولا حدود لعلمه وهو أكمل المسلمين ولا حدود لمرتبته ويمكنه الانتقال حيث شاء. ومن وظائفه التصرف والتأثير في الكون ووقاية المريد.
- أئمة: فيكون هناك صوفيون في مرتبة الإمامة. وهما يدا القطب ويكونان إلى جانبه. يكون نظر الذي على يمينه إلى عالم الملكوت، أما الذي على يساره فنظره على عالم الملك وخليفة القطب عند مماته.[9]
- أوتاد: وعددهم أربعة، مهمتهم حفظ الأرض من كل سوء أو شر. ولكل واحد مقام جهة من جهات الأرض. لهم روحانية إلهية ويملكون علوما كثيرة. أحدهم يكون على قلب آدم والثاني على قلب إبراهيم والثالث على قلب عيسى والرابع على قلب محمد.[9]
- أبدال: وعددهم سبعة، مهمتهم حفظ الأقاليم السبعة ولكل منهم إقليم واحد.[10] وسُمُّوا الأبدال لأن لهم قدرة على تبديل نفسهم بشبيه بينما يتنقلون في أماكن أخرى كالأشباح.[11]
- نجباء: وعددهم أربعون، وهم أقل درجة من الأبدال. مهمتهم حمل أثقال البشرية، ولا يتقدمون في المراتب.[12]
- نقباء: وهم أول درجات الترقي الصوفية بعد اتمام الطريقة والشعائر الصوفية. ويكون عددهم ثلاثمائة، وهم من استخرجوا خفايا الضمير وانكشف الستر لهم. وهم على ثلاث أقسام: نفوس علوية (الحقائق الأمرية) ونفوس سفلية (الخلقية) ونفوس وسطية (الحقائق الإنسانية) ولكل منها أمانة إلهية تنطوي على أسرار إلهية وكونية.[13]

## تراتبيات أخرى
وأتى صوفيون آخرون ورتبوا طبقات الصوفية إلى تراتيب أخرى إما بعدد الطبقات أو بتغيير أسماء الدرجات. فجعلهم لسان الدين ابن الخطيب سبع طبقات (الأبدال، والأقطاب، والأوتاد، والعرفاء، والنجباء، والنقباء، وسيدهم الغوث). وجعلهم عمر الفوتي سبعاً أيضا مع مع اختلاف في الأسماء، وأوصلهم داود القيصري وحسن العِدْوى الحمزاوي إلى عشر طبقات.

## نقد التراتبية
انتقد العديد من العلماء المسلمين (السنة) مبدأ وتسمية التراتبية على أنها ليست من القوانين الإسلامية (السنية). فاعتبر ابن تيمية وابن خلدون أن هذه الهيكلية هي اقتباس من المسلمين (الشيعة).
كما ذكر ابن تيمية أن الأسماء المستعملة «مثل الغوث الذي يكون بمكة، والأوتاد الأربعة، والأقطاب السبعة، والأبدال الأربعين، والنجباء الثلاثمائة، فهذه الأسماء ليست موجودة في كتاب الله، ولا هي أيضا مأثورة عن النبي صلى الله عليه وسلم بإسناد صحيح ولا ضعيف محتمل، إلا لفظ الأبدال فقد روي فيهم حديث شامي منقطع الإسناد عن علي بن أبي طالب مرفوعا إلى النبي صلى الله عليه وسلم أنه قال: (إن فيهم – يعني أهل الشام – الأبدال أربعين رجلا، كلما مات رجل أبدله الله مكانه رجلا)»